# 아라이 다쓰야
아라이 다쓰야(일본어: 新井 辰也, 1988년 1월 14일 ~ )는 일본의 전 축구 선수이다.

## 구단 경력
과거 나고야 그램퍼스, FC 기후에서 활동하였다.